# Charles Scott Napier
Charles Scott Napier, britanski general, * 1899, † 1946.
Med drugo svetovno vojno je bil pomočnik generalnega oskrbovalnega častnika v Vojni pisarni (1939-40), pomočnik direktorja premikanja v Vojni pisarni (1940-41) ter direktor transporta in premikanja v SHAEFu (1943).